# 幻想水滸伝シリーズ
幻想水滸伝シリーズ（げんそうすいこでんシリーズ）は、コナミより発売されているコンピュータRPG作品のシリーズである。略称は『幻水』、公式には『幻想』。英語版では、SUIKODENと呼ばれている。
以下文中において、『幻想水滸伝』から『幻想水滸伝V』までのナンバリング作品および付随する関連作品を「本編作品」、『幻想水滸伝ティアクライス』以降の作品を「新章作品」と呼称する。

## 特徴
中国の四大奇書のひとつ『水滸伝』をモチーフにしている。108人の仲間や、『水滸伝』の人物と対応する宿星に共通点が見られるのもその影響である。シリーズ第1作『幻想水滸伝』では『水滸伝』との設定の類似性が多く見られたが、第2作『幻想水滸伝II』では薄れ、第3作『幻想水滸伝III』以降では人物以外の類似性はほとんど見られなくなっているが、いずれも主人公達の本拠地は水の滸（ほとり）となっている。
108人の仲間を集めることでストーリーに変化が生じたり、エンディングに影響を及ぼすこともある。全てを集めることで見られるエンディングを「ベストエンディング」と称するが、「ベストエンディング」が必ずしも公式での正史であるとは限らない（一例として幻想水滸伝II#エンディングを参照。）。
シリーズを通して通常戦闘のテンポが速いという特徴があり、雑魚相手であれば個別にコマンドを指定しなくとも、通常攻撃のみを行う「おまかせ」コマンドだけで済むこともある。通常戦闘以外に「一騎討ち」や「戦争イベント」といったシミュレーションゲームのような形式の戦闘も存在する。
本編作品では、一部作品間では終盤のセーブデータを引き継ぐことが可能。比較的時代や地域設定の近い作品が対象で、キャラクターのレベルなど一部に影響を与える。大きく時代が離れている場合や時代が逆行する場合は引継ぎは採用されていないが、クリアデータを引き継いだ周回プレイが採用されている場合もある。

### 世界観
シリーズを通じて東洋・西洋の文化が交じり合った独特の世界観で描かれている。本編作品は、時代や地域は異なるが同じ世界観の中で展開されていることが特徴的である。
新章作品は、本編作品と異なる各作品独自の世界観で物語が展開されている。こちらについては、それぞれの作品の記事を参照。

### キャラクター
本編作品ではそれぞれ主人公を含めた108人の仲間が登場する。世界観を共有する本編作品では、作品同士の時代設定が近い場合は共通して登場する場合も多く、時代が離れていても子孫や先祖が登場している場合もある。登場する種族は主に人間だが、コボルトやリザード、ダック、ネコボルト、ビーバーなどの亜人や、ユニコーンやグリフォンといった空想上の生物も登場する。
新章作品は世界観も異なり、他の作品と共通して登場するキャラクターは存在しない。登場人物は個別の作品記事を参照。

## シリーズ作品一覧
| 1995 | 幻想水滸伝    |
| 1996 |               |
| 1997 |               |
| 1998 | 幻想水滸伝II  |
| 1999 |               |
| 2000 |               |
| 2001 |               |
| 2002 | 幻想水滸伝III |
| 2003 |               |
| 2004 | 幻想水滸伝IV  |
| 2005 |               |
| 2006 | 幻想水滸伝V   |

特に記述が無い場合はロールプレイングゲーム。移植版や再発売の情報は個別記事を参照。
幻想水滸伝
1995年12月15日に発売。プラットフォームはPlayStation。
幻想水滸伝
1998年9月17日に発売。プラットフォームはセガサターン。
幻想水滸伝II
1998年12月17日に発売。プラットフォームはPlayStation。
幻想水滸外伝Vol.1 ハルモニアの剣士
2000年9月21日に発売。プラットフォームはPlayStation。アドベンチャーゲーム。
幻想水滸外伝Vol.2 クリスタルバレーの決闘
2001年3月22日に発売。プラットフォームはPlayStation。アドベンチャーゲーム
幻想水滸伝カードストーリーズ
2001年9月13日に発売。プラットフォームはゲームボーイアドバンス。カードバトルロールプレイングゲーム。
幻想水滸伝III
2002年7月11日に発売。プラットフォームはPlayStation 2。この作品から3D化された。
幻想水滸伝IV
2004年8月19日に発売。プラットフォームはPlayStation 2。この作品から声がついている。
Rhapsodia
2005年9月22日に発売。プラットフォームはPlayStation 2。シミュレーションロールプレイングゲーム。
幻想水滸伝V
2006年2月23日に発売。プラットフォームはPlayStation 2。
幻想水滸伝I&II
2006年2月23日に発売。プラットフォームはPlayStation Portable。『幻想水滸伝』と『幻想水滸伝II』をセットで移植したもの。
幻想水滸伝ティアクライス
2008年12月18日に発売。プラットフォームはニンテンドーDS。
幻想水滸伝 紡がれし百年の時
2012年2月9日に発売。プラットフォームはPlayStation Portable。
幻想水滸伝 I&II HDリマスター 門の紋章戦争 / デュナン統一戦争
2025年3月6日発売予定。プラットフォームはNintendo Switch・PlayStation 4・PlayStation 5・Xbox One・Xbox Series X/S・Windows（Steam）。『幻想水滸伝』と『幻想水滸伝II』をセットでHDリマスター化したもの。『幻想水滸伝』のキャラクターデザインは、オリジナル版を担当した河野純子によってリデザインされている。
幻想水滸伝 STAR LEAP
プラットフォームはスマートフォン（iOS/Android）。シリーズ初のスマートデバイス向けオリジナルタイトル。

## システム
以下の記述は、本編作品のシステムを主体として説明している。新章作品は異なるシステムも多く、説明文でも異なる点については必要に応じて記載するが、詳細は個別作品記事を参照。

### 武器
武器はより新たに購入して装備して強化するのではなく、キャラクターで個別に固定された武器を「鍛冶屋」で鍛えることで強化するシステムを採用している。また、同一の武器であっても強化することで名称が変化する場合もある。種類は片手剣や大剣、槍、弓といった一般的な武器もあるが、作品によっては指輪やフライパンや本なども武器として登場する。なお、武器には攻撃できる距離が指定されており、全ての武器が以下のいずれかに分類される。
- Sレンジ - 配置は前列のみ。前列の敵へのみ攻撃可能。
- Mレンジ - 配置は前後列問わず。前列の場合、全ての敵へ攻撃可能。後列の場合、前列の敵へのみ攻撃可能。
- Lレンジ - 配置は前後列問わず。全ての敵へ攻撃可能。

新章作品では、一般的なRPGと同様に装備を変更するシステムへと変更された。

### 紋章
『幻想水滸伝シリーズ』独特のシステムで、魔法を使えるようになるものや、特有の特技を使用できるものや、ステータスを変化させる防具のような役割を持つものが存在する。宿していないときは「封印球」の状態となっている。
新章作品では紋章は採用されておらず、「星の印」「技」といった代替といえるシステムが存在している。

### 旅の封印球
セーブポイントに相当するもの。紋章を封じた封印球とは異なり、宿すことはできない。

### 町の施設
鍛冶屋
武器を鍛える施設。町ごとに鍛えることのできるレベルの上限は決められているが、本拠地の鍛冶屋に限ってはハンマーを持ち込むことで（『幻想水滸伝』では鍛冶屋を仲間にすることで）上限を最大16まで引き上げることができる。
防具屋
防具を買うことができる。町ごとに買える防具は決められているが、本拠地の防具屋に限っては訪れた町で購入可能な防具全てが購入できる。『IV』では存在せず、道具屋が兼ねている。
道具屋
道具を買うことができる。町ごとに買える道具は決められているが、本拠地の道具屋に限っては訪れた町で購入可能な道具全てが購入できる。
紋章屋
封印球を購入したり、紋章の着脱が行える。町ごとに買える封印球は決められているが、本拠地の紋章屋に限っては訪れた町で購入可能な封印球全てが購入できる。作品によっては「〜の欠片」から封印球を再生できる。
交易所
交易品を売買できる。交易所ごとに売買品目と価格が異なり、購入と売却の差額で儲けることができる。本拠地においても通常の町と変化はない。
鑑定所
「?つぼ」などの骨董品を鑑定する。本拠地においても通常の町と変化はない。
宝くじ売り場
宝くじを購入でき、一定時間経過後に訪れると結果が発表されている。本拠地においても通常の町と変化はない。

### 本拠地
シリーズで共通して主人公は軍を率い、108星は「天魁星」が管理する本拠地に集まり生活している。作品によっては人数とストーリーの進行具合によって本拠地が変化していき、仲間になったキャラクターの一部は本拠地の店舗などを担当して発展していく。

#### 各作品の本拠地
- 幻想水滸伝 - トラン湖の古城
- 幻想水滸伝II - ノースウィンドゥの廃墟を改築した城
- 幻想水滸伝III - ビュッデヒュッケ城
- 幻想水滸伝IV - オベル王国が建造した船
- 幻想水滸伝V - セラス湖に沈んでいたシンダル族の遺跡
- 幻想水滸伝ティアクライス - フレセリアの森の遺跡
- 幻想水滸伝 紡がれし百年の時 - 湖の砦

#### 本拠地の施設
本拠地では一般の町に存在する施設に加えて、以下の施設が登場する。
石版
108星のリストと簡単なステータスを確認できる。
風呂
特定のキャラクターの組み合わせで入ると、特殊なイベントが発生する。骨董品を置いたり、装備しているものによってはエフェクトも異なる。
えれべーた
エレベーター。電動ではなく、人力やカラクリで動く。
食堂
料理が買える（作品によっては食材が必要）。料理は回復や特殊効果を持つアイテムとして戦闘中に使用できる。また、『幻想水滸伝II』では「料理バトル」が行われる。
探偵
仲間になっていない108星の情報、および仲間になっている108星の情報を得ることができる。
テレポート
今まで行った事のある場所にテレポートできる。「瞬きの手鏡」で本拠地にもどることもできる。ごくまれに失敗する事がある。
図書館
「古い本」を持っていくと読むことができるようになる。
釣り
釣りができる。釣った魚は料理用の食材にできる。骨董品がつれることもある。
劇場
『幻想水滸伝III』に登場。脚本を手に入れることで劇場で芝居ができる。興行に成功すれば報酬を得られる。
懺悔室
『幻想水滸伝IV』に登場。108星が懺悔に訪れ、主人公がそれを裁く。
窓職人
「窓セット」を持っていくと、ウィンドウを変えることができる。
音職人
「音セット」を持っていくと効果音を変えることができる。
声職人
「声セット」を持っていくと主人公の声を変えることができる。現時点では『幻想水滸伝V』のみに登場。
札職人
「封印球」を持っていくと札に変えてくれる。持ち込んだ封印球に含まれている呪文と同じ効果の札が得られるが、封印球は失われる。
その他ミニゲーム
ちんちろりんなど。

### 戦闘
基本となるパーティ構成は作品ごとに異なり、以下のとおり。
| 作品                        | 基本パーティ | サポートメンバー            | 配置                                                             |
| --------------------------- | ------------ | --------------------------- | ---------------------------------------------------------------- |
| 幻想水滸伝                  | 6人          | なし                        | 前列3人、後列3人（4人以上で後列配置可能、その場合前列3人は必須） |
| 幻想水滸伝II                | 6人          | なし                        | 前列3人、後列3人（4人以上で後列配置可能、その場合前列3人は必須） |
| 幻想水滸伝III               | 6人          | 1人                         | 幻想水滸伝III#戦闘システム参照。                                 |
| 幻想水滸伝IV                | 4人          | 1人                         | 区分なし（横一列）                                               |
| 幻想水滸伝V                 | 6人          | 4人（戦闘要員も配置できる） | 幻想水滸伝V#陣形を参照。                                         |
| 幻想水滸伝ティアクライス    | 4人          | 1人                         | 前列最大3人、後列最大3人（前列は最低1人は必要）                  |
| 幻想水滸伝 紡がれし百年の時 | 6人          | なし                        | 前列、中列、後列それぞれ最大3人まで。                            |

#### 協力攻撃
特定のキャラクターを同パーティに配置することで使用することができる。仲間になる前から一緒に行動している人物間で使用できるものが多いが、共通した特徴を持つキャラクター同士でも協力攻撃が存在することもある。ほとんどの作品ではパーティに入れることで使用が可能となるが、『幻想水滸伝IV』と『Rhapsodia』に関してはキャラクター間の友好度を上げる必要がある。
新章作品のうち『幻想水滸伝 紡がれし百年の時』では協力攻撃は採用されておらず、近いシステムとしては「連携」が存在する。

#### サポートメンバー
非戦闘員を、戦闘を補助するメンバーとして同行させることができる。『幻想水滸伝III』で初めて採用されたシステムで、戦闘終了後や毎ターン体力を回復するものや、取得資金や経験値を増加させるものなどがある。サポートメンバーは専用のサポートスキルを持つが、一部戦闘メンバーでもサポートスキルを持つキャラクターも存在する。
『Rhapsodia』では非戦闘要員でも通常のユニットと同様に出撃させることができ、戦闘には参加させることはできないが、サポートスキルで支援することができる。『幻想水滸伝V』では戦闘メンバーもサポート枠に配置することが可能。

#### スキルシステム
キャラクター個々にスキルを与え、戦闘を有利に運ぶためのシステム。『幻想水滸伝III』で初めて採用されたシステムで、「攻撃回数を増やすもの」や「防御力を上げるもの」などが存在する。『幻想水滸伝III』では固有スキルや、キャラクターごとに各スキルの上限が設けられていたことで個性を強調するのに役立っていたが、『Rhapsodia』や『幻想水滸伝V』では固有スキルが廃止され、上限が撤廃されたことでその役割は薄れている。

### 一騎討ち
主に主人公が敵と一騎討ちを行う。双方が「攻撃」「防御」「必殺」の3つから行動を選択し、その組み合わせに応じてダメージを受け、体力が0になったほうが負けとなる。作品によっては、特定条件下でのみ「必殺」に代わってより効果の大きい「超必殺」が表示される場合もある。
一騎討ちでのキャラクターの能力は、基本的に通常のステータスの影響を受ける。相手のセリフは次の行動のヒントになっている。
それぞれの組み合わせによる結果は以下のとおり（左側がプレイヤーの選択、「攻撃」のダメージを基準とする）。
|      | 攻撃                                                     | 防御         | 必殺                                                     |
| ---- | -------------------------------------------------------- | ------------ | -------------------------------------------------------- |
| 攻撃 | 双方1倍ダメージ 作品によっては、状況により片方に1倍      | 相手に1/2    | 自分に2倍、相手に1倍 作品によっては、状況により自分に2倍 |
| 防御 | 自分に1/2                                                | ダメージなし | 相手に2倍                                                |
| 必殺 | 相手に2倍、自分に1倍 作品によっては、状況により相手に2倍 | 自分に2倍    | 双方2倍                                                  |

### 戦争イベント
戦争イベントは各作品で大きく異なる。ここでは概要のみ説明、詳細は作品ごとの記事を参照。
幻想水滸伝
仲間にしたキャラクターが自動的に3人ずつのチームに割り振られ、「突撃」「弓」「魔法」から行動を選択して進行する。
幻想水滸伝II
リーダー1人と副官2人を1つのユニットとし、シミュレーションRPG形式で進行する。
幻想水滸伝III
リーダー1人に戦闘員3人と参謀1人で小隊を組んで、通常戦闘に近い形で進行する。
幻想水滸伝IV
艦長1人に白兵戦要員4人と砲撃手3人を1つのユニット（船）とし、シミュレーションRPG形式の海上戦で進行する。
幻想水滸伝V
リーダー1人と副官2人を1つのユニットとし、リアルタイムストラテジー形式で進行する。

## 派生作品
各ゲーム作品が原作の漫画・小説は各作品記事を参照。
- 幻想水滸伝短編集（堀慎二郎ほか著、メディアワークス出版）
  - 1巻 - 2000年8月発売。 ISBN 4840214948
  - 2巻 - 2001年5月発売。 ISBN 4840218420
  - 3巻 - 2001年12月発売。 ISBN 4840220158
  - 4巻 - 2002年6月発売。 ISBN 4840221065

### 書籍
- 幻想水滸伝大辞典 - コナミ（2001年）ISBN 4575162973
- 幻想水滸伝 幻想真書（Vol.16まで） - 新紀元社出版
  - VOL.1(2000年夏号) ISBN 4883177963
  - VOL.2(2000年秋号) ISBN 4883178250
  - VOL.3(2000年冬号) ISBN 4883178404
  - VOL.4(2001年春号) ISBN 4883178587
  - VOL.5(2001年夏号) ISBN 4883178846
  - VOL.6(2001年秋号) ISBN 4775300083
  - VOL.7(2002年冬号) ISBN 477530044X
  - VOL.8(2002年春号) ISBN 4775300814
  - VOL.9(2002年夏号) ISBN 4775300881
  - VOL.10(2002年秋号) ISBN 4775301071
  - VOL.11(2003年冬号) ISBN 4775301330
  - VOL.12(2003年春号) ISBN 4775301594
  - VOL.13(2003年夏号) ISBN 4775301829
  - VOL.14(2003年秋号) ISBN 4775302175
  - VOL.15(2004年冬号) ISBN 4775302523
  - VOL.16 ISBN 4775302892
- まるごと!幻想水滸伝ブック - 2007年8月10日発売。エンターブレイン出版。 ISBN 4757736738

### トレーディングカード
- 幻想水滸伝カードストーリーズ

## 制作スタッフ
- 村山吉隆（ディレクション・シナリオ） - 『I』『II』『外伝』『III』
- 河野純子（プロデュース・イラスト） - 『I』『カードストーリーズ』『IV』『Rhapsodia』『V』
- 石川史（イラスト） - 『II』『カードストーリーズ』『III』
- 八至丘翔（イラスト） - 『外伝Vol.1』『外伝Vol.2』
- 藤田香（イラスト） - 『V』
- みきさと（イラスト） - 『V』
- ほづみりや（イラスト） - 『V』
- 騎崎サブゼロ（イラスト） - 『V』
- 廣岡政樹（イラスト） - 『ティアクライス』
- 東野美紀（音楽） - 『I』『II』『外伝』
- 上野洋子（音楽） - 『I』
- ヤドランカ（音楽） - 『I』CMソング
- 山内雅弘（音楽） - 『I』CMソング
- 羽田健太郎（音楽） - 「幻想水滸伝音楽集」サウンドプロデューサー
- 姫神（音楽） - 『III』オープニング
- coba（音楽） - 『IV』オープニング
- 鳥山雄司（音楽） - 『V』オープニング
- 高杉さと美（音楽） - 『ティアクライス』オープニング・エンディング